# Богичевица
Богичевица е първата планина от масива Проклетие разположена по протежение на косовско-албанската граница, като се намира между Дечани в Косово, Тропоя в северозападна Албания и Плав в Черна гора. Планината попада на границата между три страни – Косово, Черна гора и Албания. Дължината ѝ е 15 km, а ширината 10 km. Има два върха над 2500 m надморска височина, като първенеца Богдаш се издига на 2533 m.
Масива ѝ е част от известните албански планини или още и Албанските Алпи, по-известни от българския фолклор с името Проклетия.